# San Girolamo (Correggio)
San Girolamo è un dipinto a olio su tavola (64x51 cm) di Correggio, databile al 1516-1517 circa e conservato nella Real Academia de Bellas Artes de San Fernando di Madrid.

## Storia
Il dipinto è identificabile con il quadro descritto nell'inventario Gonzaga del 1627: “Un quadro dipintovi un S. Geronimo che contempla, con una testa di morto, mezza figura …opera del Correggio”. Insieme ad altri dipinti della collezione Gonzaga, il San Girolamo passò probabilmente in Inghilterra nella collezione del re Carlo I nel cui inventario del 1639 è registrato un “St. Jeronimus leaning uppon his right arme and with his left houlding a dead Scull uppon his booke saide to be of Corrigio”. Nel Settecento fu probabilmente già in Spagna e nel 1818 raggiunse la presente ubicazione ma fu catalogato con la significativa attribuzione all'artista veneziano Sebastiano del Piombo.
Il soggetto è stato letto alla luce del culto per il santo eremita che si era diffuso nell'ambiente benedettino cassinese. Comunque la provenienza mantovana potrebbe far pensare anche a una committenza dell'ambito Gonzaga, o di Isabella d'Este o, più tardi, di Federico Gonzaga, che nutrivano un particolare interesse per le raffigurazioni del santo eremita. Entro i primi anni trenta del Cinquecento, Federico aveva ottenuto il celebre San Girolamo di Tiziano, possedeva il piccolo San Girolamo nello studio di Quentin Metsys e aveva acquistato nelle Fiandre almeno un altro dipinto di questo soggetto che poi Isabella aveva scelto di accogliere nella sua collezione. Se così fosse, il dipinto di Madrid potrebbe essere letto alla luce della destinazione dell'opera a un ambiente di colti e importanti committenti.
Altri due San Girolamo del Correggio, in meditazione non sul teschio ma sul crocifisso, sono indicati rispettivamente da Ridolfi nella collezione di Nicholas Regnier a Venezia (1648) e nell'inventario della raccolta Muselli di Verona entro il 1662.

## Descrizione e stile
L'opera, di ispirazione leonardesca, mostra san Girolamo a mezza figura che medita su teschio. Ha vicino a sé il testo della Vulgata e tiene un braccio appoggiato su un ripiano rivestito di stoffa rossa, forse un richiamo alla sua veste cardinalizia abbandonata per le seguire la vocazione eremitica. Lo sfondo mostra alberi sinistri scuri e scossi dal vento, con un cielo rossastro e cupo.
È riferibile a una fase della prima maturità, quando l'artista iniziò a sviluppare un proprio stile fatto di colori intensi e stesi fluidamente, smorzando il contorno tra figure e paesaggio, con un'espressiva contrapposizione tra parti intensamente illuminate e parti molto ombreggiate e con uno studio di pose complesse e insolite. Il trattamento della luce e del colore di questa piccola tela mostra un'inclinazione veneziana, tratto non estraneo alla ricerca del Correggio di questi anni. Per molti aspetti - lo stile, il taglio, la destinazione a una devozione privata - il San Girolamo è vicino al Sant'Antonio abate di Napoli, con cui condivide anche la datazione; ma se ne discosta per un tono più classicheggiante e per l'impostazione più sostenuta e introspettiva che elude lo scoperto patetismo del Sant'Antonio.